# Freguesias de Águeda ordenadas por área
Esta é uma lista das freguesias de Águeda, ordenadas por área:
| Posição | Nome                 | Área       | Percentagem |
| 1       | Valongo do Vouga     | 39,61 km²  | 11,88%      |
| 2       | Agadão               | 35,34 km²  | 10,60%      |
| 3       | Castanheira do Vouga | 34,41 km²  | 10,32%      |
| 4       | Macinhata do Vouga   | 32,98 km²  | 9,89%       |
| 5       | Préstimo             | 31,78 km²  | 9,53%       |
| 6       | Águeda               | 27,61 km²  | 8,28%       |
| 7       | Aguada de Cima       | 27,55 km²  | 8,26%       |
| 8       | Belazaima do Chão    | 20,09 km²  | 6,02%       |
| 9       | Espinhel             | 11,95 km²  | 3,58%       |
| 10      | Macieira de Alcoba   | 9,39 km²   | 2,82%       |
| 11      | Borralha             | 9,25 km²   | 2,77%       |
| 12      | Fermentelos          | 8,29 km²   | 2,49%       |
| 13      | Trofa                | 8,19 km²   | 2,46%       |
| 14      | Travassô             | 8,16 km²   | 2,45%       |
| 15      | Recardães            | 7,72 km²   | 2,31%       |
| 16      | Barrô                | 6,47 km²   | 1,94%       |
| 17      | Aguada de Baixo      | 3,88 km²   | 1,16%       |
| 18      | Lamas do Vouga       | 3,76 km²   | 1,13%       |
| 19      | Óis da Ribeira       | 3,69 km²   | 1,11%       |
| 20      | Segadães             | 3,38 km²   | 1,01%       |
| TOTAL   | TOTAL                | 333,50 km² | 100%        |